# Batterie Pommern
Batterie Pommern, ook wel gekend als Lange Max, was het grootste kanon ter wereld in 1917, tijdens de Eerste Wereldoorlog. Dit Duitse kanon was van het type 38 cm SK L/45 "Max" en kreeg van Krupp een aangepast ontwerp in vergelijking met andere 38 cm type kanonnen.
Door deze aanpassing kon het kanon van Koekelare tot Duinkerke vuren, wat zo'n ±50 km ver is.
Langs beide zijden van het kanon stonden twee immense bunkers, wat het geheel een batterij maakte.

## Ligging
Batterie Pommern is gelegen in Koekelare in de wijk Leugenboom. Het maakt deel uit van de Site Lange Max, net naast het Lange Max Museum, waar de geschutsbedding van dit immense kanon nog steeds te zien is.

## Geschiedenis
Op 27 juni 1917 vuurde de Lange Max voor de eerste keer. Het doel was Duinkerke waarbij het eerste schot direct raak was. Duinkerke en Ieper waren de voornaamste doelen van het kanon. Tijdens de III. Flandernschlacht had dit kanon een zeer belangrijke rol voor de Duitsers.

## Afbeeldingen

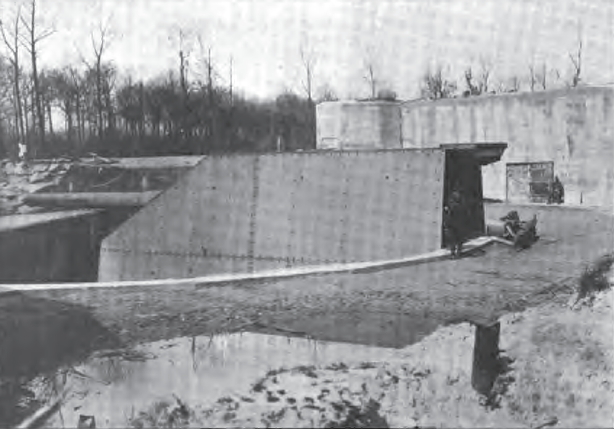
'Lange Max' in Koekelare grootste kanon van de wereld in 1917.
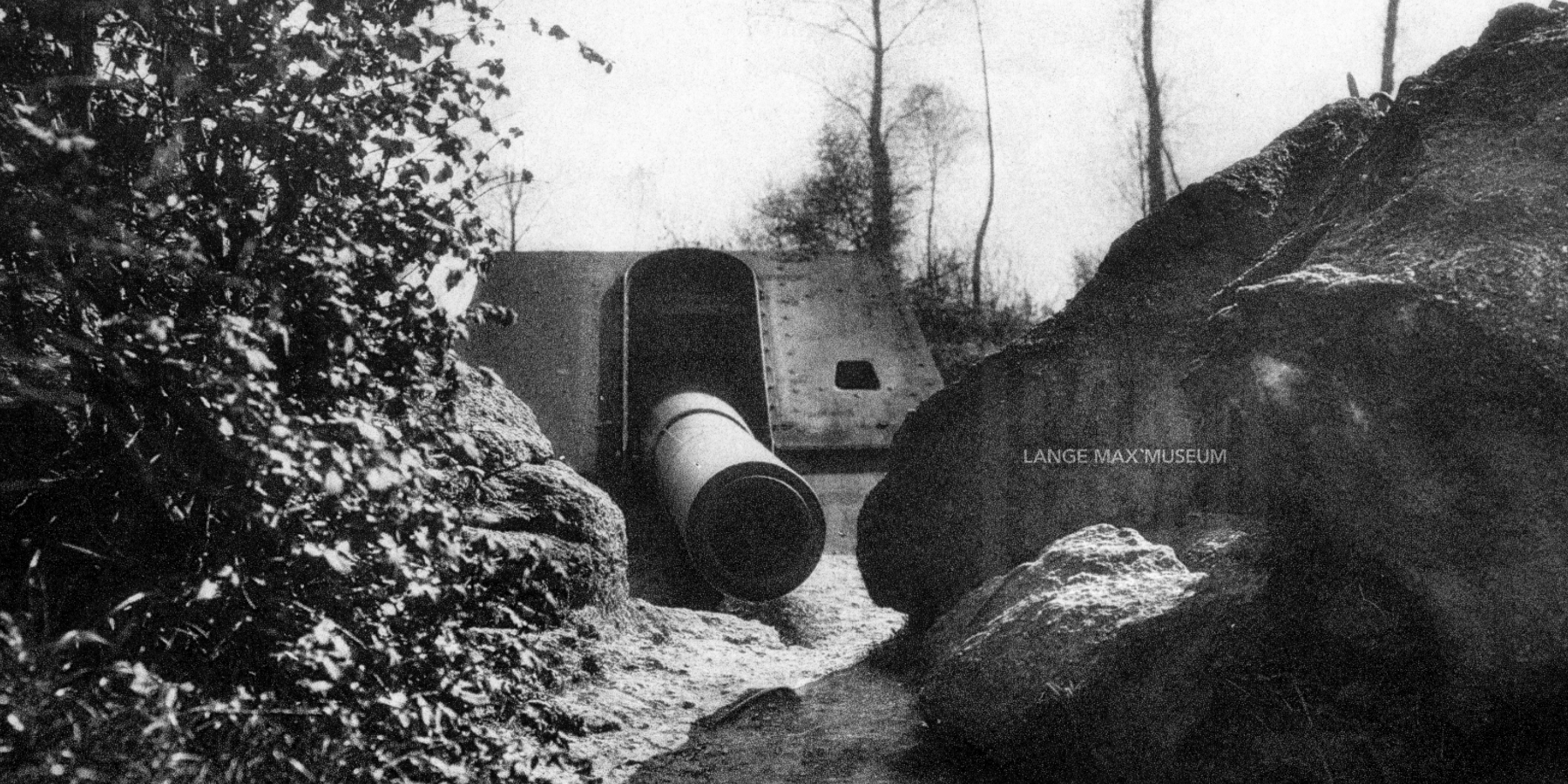
Lange Max (ook gekend als Leugenboom kanon) in Koekelare.
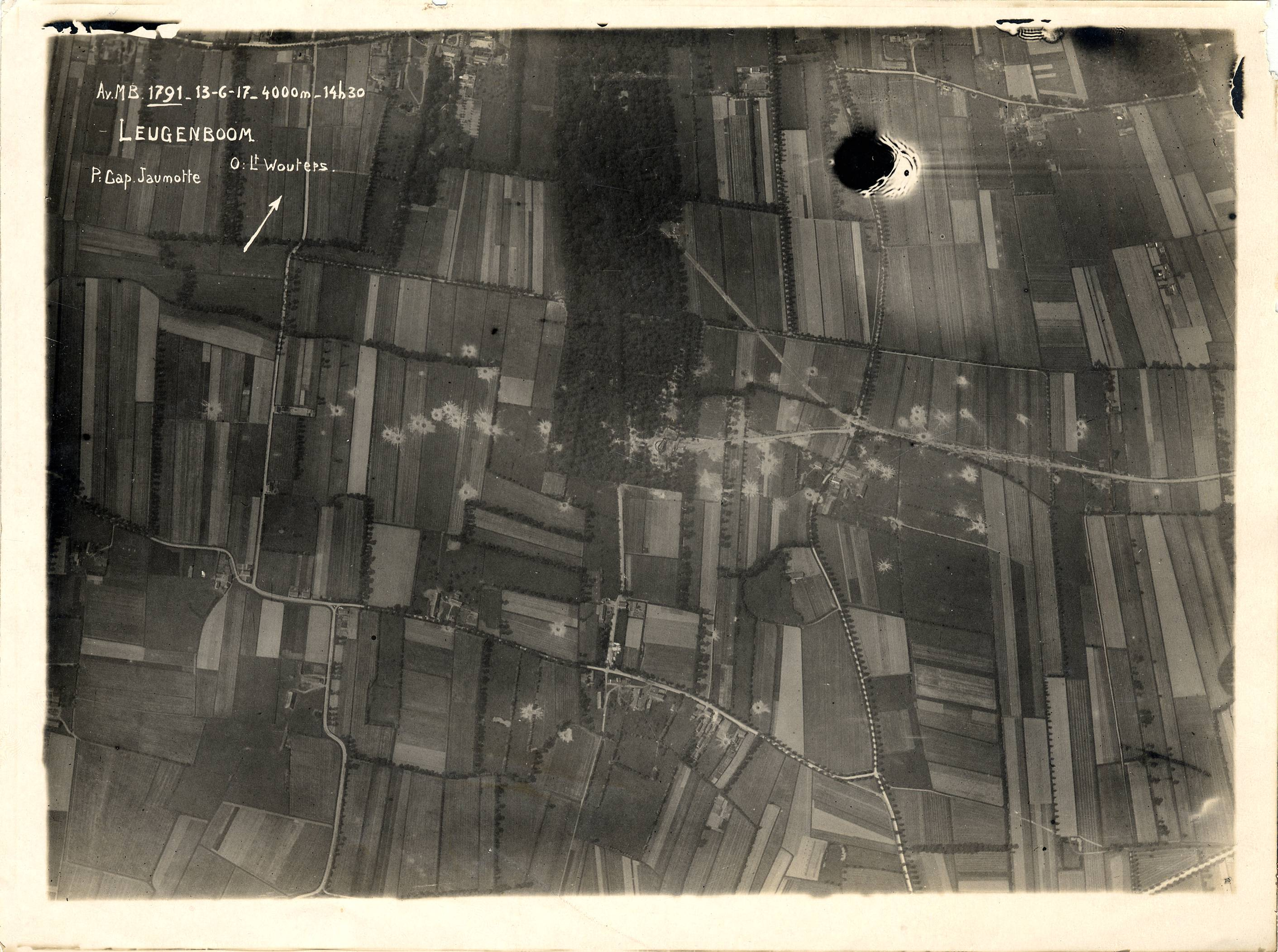
Foto van de Pommern Batterij ('Lange Max' kanon) in Koekelare
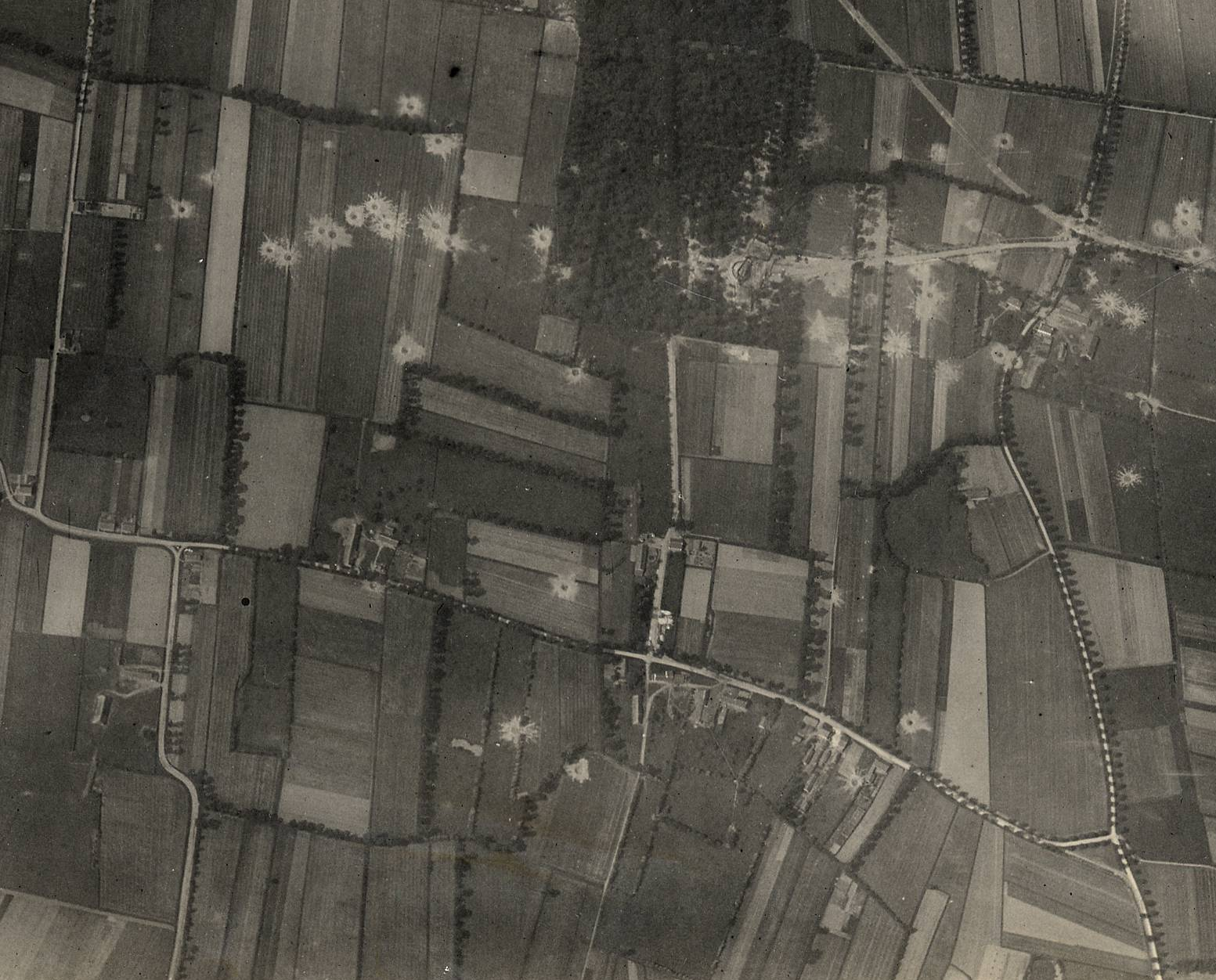
Detailfoto van de Pommern Batterij ('Lange Max') in Koekelare